# Dittmar Machule
Dittmar Machule (* 8. Dezember 1940 in Luckau) ist ein deutscher Architekt, Stadtplaner und Bauforscher.
Machule besuchte 1947–1961 die Grundschule Neuruppin und 1954–1961 das mathematisch-naturwissenschaftliche Gymnasium Berlin-Tiergarten. 1961–1967 studierte er Architektur an der Technischen Hochschule Berlin und promovierte 1977.
1967–1968 war er wissenschaftlicher Mitarbeiter am Institut für Städtebau und Siedlungswesen und 1968–1971 arbeitete er im Architekturbüro Hans Bandel in Berlin und war wissenschaftlicher Mitarbeiter beim Architekten- und Ingenieurverein Berlin. 1971–1976 war er wissenschaftlicher Assistent an der Technischen Hochschule Berlin.
Ab 1982 hatte er an der Technischen Universität Hamburg-Harburg eine C3-Universitätsprofessur für Städtebau, insbesondere Stadtbaugeschichte und Stadtbildpflege mit Forschungsschwerpunkt Stadt, Umwelt und Technik. 1979 übernahm er im Auftrage der Deutschen Orientgesellschaft die Grabungsleitung der bronzezeitlichen Stadt Ekalte in Syrien. Seit 1998 kooperierte er die Ausgrabungsarbeiten mit Felix Blocher. Seit 2007 ist er emeritiert.
Er moderiert in Birkenwerder die Gestaltung der Ortsmitte. 